# A. Bruce Bielaski

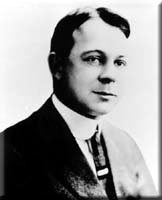
Alexander Bruce Bielaski

Alexander Bruce Bielaski (* 2. April 1883 in Montgomery County, Maryland; † 19. Februar 1964 in Great Neck, New York) war ein US-amerikanischer Regierungsbeamter. Am 30. April 1912 wurde er der zweite Direktor des neu gegründeten Bureau of Investigation (BOI), aus dem später das Federal Bureau of Investigation (FBI) hervorging. Sein Amt gab er am 10. Februar 1919 auf.
Im Jahr 1904 schloss er an der George Washington University das Studium der Rechtswissenschaft ab. Im gleichen Jahr trat er dem Justizministerium der Vereinigten Staaten bei. In Washington trat Bielaski dem BOI bei, wo er zunächst der Stellvertreter von Stanley Finch wurde, ehe George W. Wickersham Bielaski zum Direktor ernannte.